# كاميلي شوماخر
كاميلي شوماخر (بالفرنسية: Camille Schumacher)‏ هو لاعب كرة قدم لوكسمبورغي، ولد في 6 مايو 1896 في إيش سوغ ألزيت في لوكسمبورغ، وتوفي بنفس المكان في 3 أغسطس 1977. شارك مع منتخب لوكسمبورغ لكرة القدم. أما مع النوادي، فقد لعب مع نادي فولا إيش.

## وصلات خارجية
- كاميلي شوماخر على موقع الاتحاد الدولي (مؤرشف)  (الإنجليزية)
- كاميلي شوماخر على موقع قاعدة بيانات كرة القدم.إي يو (الإنجليزية)
- كاميلي شوماخر على موقع أوليمبيديا (الإنجليزية)